# Trikotage

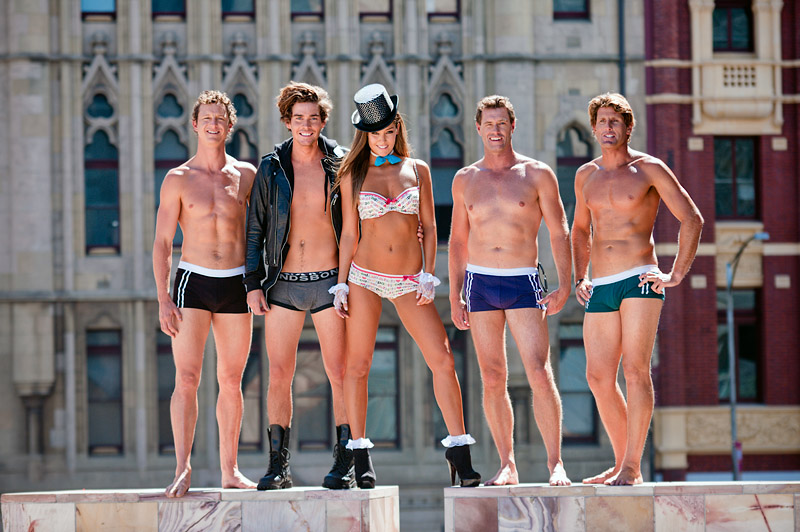
Verschiedene Trikotagen-Unterwäsche

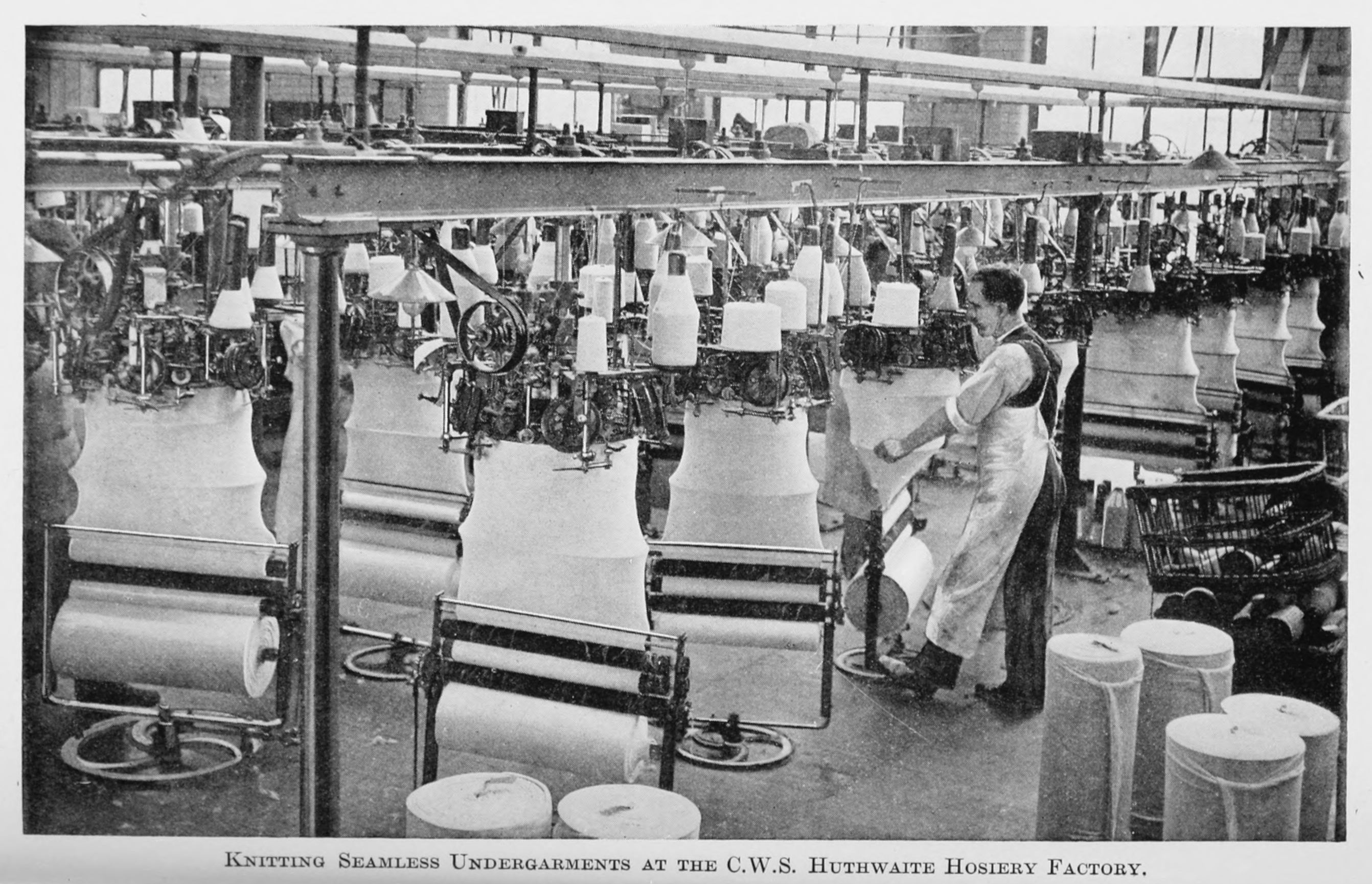
Trikotagenfabrik

Trikotagen (frz. tricoter ‚stricken‘), auch veraltet „Trikotwäsche“, sind textile Produkte, die gewirkt oder gestrickt sind oder die aus zuvor gewirkten beziehungsweise gestrickten Flächengebilden oder Schläuchen (Trikot) durch Zuschneiden und Nähen oder Ketteln hergestellt wurden. Nach Definition sind Trikotagen alle Maschenware.
Bedingt durch ihre Struktur sind Trikotagen relativ elastisch und passen sich gut dem Körper an. Um sie zu nähen, bedarf es spezieller Nähmaschinen, die elastische Nähte erzeugen können. Elastische Trikotagen neigen dazu, an den Rändern einzurollen, was durch spezielle Appretur wie das Dämpfen oder Pressen verhindert werden kann.
Man unterscheidet Ober- und Untertrikotagen: 
- Bei Obertrikotagen handelt es sich zum Beispiel um Kleider, Röcke, Blusen, Hemden, Turnkleidung und auch Polohemden und Freizeitkleidung.
- Bei Untertrikotagen handelt es sich etwa um Unterwäsche oder Miederwaren, Sportbekleidung und Schwimmkleidung – in der Regel also Kleidungsstücke, unter denen man nichts weiter trägt.

Keine Trikotagen sind dagegen Handschuhe und Gamaschen.